# Liste des ministres finlandais des Affaires sociales et de la Santé
Cet article liste les ministres du  ministère finlandais des Affaires sociales et de la Santé (1917-1918 Conseil de la protection sociale, 1918-1968 Ministère des Affaires sociales) de Finlande.

## Présentation
La liste comprend à la fois les ministres principaux des Affaires sociales et de la Santé à la tête du ministère et les autres ministres du ministère, dont le titre est  «Ministre des services de base» ou l'un de ses dérivés depuis les années 1990.

## Ministre principal
| Ministre                                      | Parti       | Période                 | Gouvernement   |
| --------------------------------------------- | ----------- | ----------------------- | -------------- |
| Directeur de la Commission de l'Aide Sociale  |             |                         |                |
| Oskari Wilho Louhivuori (1884–1953)           | SP          | 27.11.1917 – 27.5.1918  | Svinhufvud I   |
| Oskari Wilho Louhivuori (1884–1953)           | SP          | 27.5.1918 – 29.6.1918   | Paasikivi I    |
| Ministre des Affaires sociales                |             |                         |                |
| Eero Erkko (1860–1927)                        | Ed.         | 27.11.1918 – 17.4.1919  | Ingman I       |
| Santeri Alkio (1862–1930)                     | ML          | 17.4.1919 – 15.8.1919   | K. Castrén     |
| Santeri Alkio (1862–1930)                     | ML          | 15.8.1919 – 15.3.1920   | Vennola I      |
| Vilkku Joukahainen (1879–1929)                | ML          | 15.3.1920 – 9.4.1921    | Erich          |
| Vilkku Joukahainen (1879–1929)                | ML          | 9.4.1921 – 2.6.1922     | Vennola II     |
| Eino Akseli Kuusi (1880–1936)                 | (amm.)      | 2.6.1922 – 14.11.1922   | Cajander I     |
| Oskari Mantere (1874–1942)                    | Ed.         | 14.11.1922 – 18.1.1924  | Kallio I       |
| Einar Böök (1874–1957)                        | (amm.)      | 18.1.1924 – 31.5.1924   | Cajander II    |
| Niilo Liakka (1874–1942)                      | ML          | 31.5.1924 – 22.11.1924  | Ingman II      |
| Lauri Pohjala (1870–1947)                     | Kok.        | 22.11.1924 – 31.3.1925  | Ingman II      |
| Vilkku Joukahainen (1879–1929)                | ML          | 31.3.1925 – 31.12.1925  | Tulenheimo     |
| Kalle Lohi (1872–1948)                        | ML          | 31.12.1925 – 13.12.1926 | Kallio II      |
| Johan Helo (1889–1966)                        | SDP         | 13.12.1926 – 15.11.1927 | Tanner         |
| Matti Paasivuori (1866–1937)                  | SDP         | 15.11.1927 – 17.12.1927 | Tanner         |
| Kalle Lohi (1872–1948)                        | ML          | 17.12.1927 – 22.12.1928 | Sunila I       |
| Niilo A. Mannio (1884–1968)                   | Ed.         | 22.12.1928 – 16.8.1929  | Mantere        |
| Herman Paavilainen (1879–1964)                | (amm.)      | 27.8.1929 – 4.7.1930    | Kallio III     |
| E. A. Tuomivaara (1887–1975)                  | ML          | 4.7.1930 – 21.3.1931    | Sunila I       |
| E. Kilpeläinen (1879–1941)                    | Kok.        | 21.3.1931 – 3.3.1932    | Sunila II      |
| Erkki Paavolainen (1890–1960)                 | Kok.        | 3.3.1932 – 20.10.1932   | Sunila II      |
| Kalle Lohi (1872–1948)                        | ML          | 20.10.1932 – 14.12.1932 | Sunila II      |
| Eemil Hynninen (1882–1947)                    | ML          | 14.12.1932 – 31.12.1935 | Kivimäki       |
| Bruno Sarlin (1878–1951)                      | Ed.         | 31.12.1935–7.10.1936    | Kivimäki       |
| Toivo Janhonen (1886–1939)                    | ML          | 7.10.1936 – 12.3.1937   | Kallio IV      |
| Jaakko Keto (1884–1947)                       | SDP         | 12.3.1937 – 9.11.1937   | Cajander III   |
| K.-A. Fagerholm (1901–1984)                   | SDP         | 9.11.1937 – 1.12.1939   | Cajander III   |
| K.-A. Fagerholm (1901–1984)                   | SDP         | 1.12.1939 – 27.3.1940   | Ryti I         |
| K.-A. Fagerholm (1901–1984)                   | SDP         | 27.3.1940 – 4.1.1941    | Ryti II        |
| K.-A. Fagerholm (1901–1984)                   | SDP         | 4.1.1941 – 5.3.1943     | Rangell        |
| K.-A. Fagerholm (1901–1984)                   | SDP         | 5.3.1943 – 17.12.1943   | Linkomies      |
| Aleksi Aaltonen (1892–1956)                   | SDP         | 17.12.1943 – 8.8.1944   | Rangell        |
| Aleksi Aaltonen (1892–1956)                   | SDP         | 8.8.1944 – 21.9.1944    | Hackzell       |
| K.-A. Fagerholm (1901–1984)                   | SDP         | 21.9.1944 – 17.11.1944  | U. Castrén     |
| Ralf Törngren (1899–1961)                     | RKP         | 17.11.1944 – 17.4.1945  | Paasikivi II   |
| Eino Kilpi (1889–1963)                        | SDP         | 17.4.1945 – 26.3.1946   | Paasikivi III  |
| Matti Janhunen (1902–1963)                    | SKDL        | 26.3.1946 – 29.7.1948   | Pekkala        |
| Valdemar Liljeström (1902–1960)               | SDP         | 29.7.1948 – 4.3.1949    | Fagerholm I    |
| Tyyne Leivo-Larsson (1902–1977)               | SDP         | 4.3.1949 – 18.3.1949    | Fagerholm I    |
| Aleksi Aaltonen (1892–1956)                   | SDP         | 18.3.1949 – 17.3.1950   | Fagerholm I    |
| Ralf Törngren (1899–1961)                     | RKP         | 17.3.1950 – 17.1.1951   | Kekkonen I     |
| Vihtori Vesterinen (1885–1958)                | ML          | 17.1.1951 – 20.9.1951   | Kekkonen II    |
| Ralf Törngren (1899–1961)                     | RKP         | 20.9.1951 – 26.11.1952  | Kekkonen III   |
| Väinö Leskinen (1917–1972)                    | SDP         | 26.11.1952 – 9.7.1953   | Kekkonen III   |
| Lauri Hietanen (1902–1971)                    | (amm.)      | 9.7.1953 – 17.11.1953   | Kekkonen IV    |
| Esa Kaitila (1909–1975)                       | SK          | 17.11.1953 – 5.5.1954   | Tuomioja       |
| Tyyne Leivo-Larsson (1902–1977)               | SDP         | 5.5.1954 – 20.10.1954   | Törngren       |
| Onni Peltonen (1894–1969)                     | SDP         | 20.10.1954 – 3.3.1956   | Kekkonen V     |
| Eino Saari (1894–1971)                        | SK          | 3.3.1956 – 17.5.1957    | Fagerholm II   |
| Tyyne Leivo-Larsson (1902–1977)               | SDP         | 17.5.1957 – 27.5.1957   | Fagerholm II   |
| Irma Karvikko (1909–1994)                     | SK          | 27.5.1957 – 2.9.1957    | Sukselainen I  |
| Aino Malkamäki (1895–1961)                    | TPSL        | 2.9.1957 – 29.11.1957   | Sukselainen I  |
| Heikki Waris (1901–1989)                      | (amm.)      | 29.11.1957 – 26.4.1958  | von Fieandt    |
| Valdemar Liljeström (1902–1960)               | amm. (TPSL) | 26.4.1958 – 29.8.1958   | Kuuskoski      |
| Väinö Leskinen (1917–1972)                    | SDP         | 29.8.1958 – 13.1.1959   | Fagerholm III  |
| Vieno Simonen (1898–1994)                     | ML          | 13.1.1959 – 14.7.1961   | Sukselainen II |
| Vieno Simonen (1898–1994)                     | ML          | 14.7.1961–13.4.1962     | Miettunen I    |
| Olavi Saarinen (1923–1979)                    | TPSL        | 13.4.1962 – 18.10.1963  | Karjalainen I  |
| Kyllikki Pohjala (1894–1979)                  | Kok.        | 18.10.1963 – 18.12.1963 | Karjalainen I  |
| Olof Ojala (1919–1977)                        | (amm.)      | 18.12.1963 – 12.9.1964  | Lehto          |
| Juho Tenhiälä (1912–1999)                     | KP          | 12.9.1964 – 27.5.1966   | Virolainen     |
| Matti Koivunen (1919–1997)                    | SKDL        | 27.5.1966 – 22.3.1968   | Paasio I       |
| Anna-Liisa Tiekso (1929–2010)                 | SKDL        | 22.3.1968 – 14.5.1970   | Koivisto I     |
| Ministre des Affaires sociales et de la Santé |             |                         |                |
| Gunnar Korhonen (1918–2001)                   | amm.        | 14.5.1970 – 15.7.1970   | Aura I         |
| Anna-Liisa Tiekso (1929–2010)                 | SKDL        | 15.7.1970 – 26.3.1971   | Karjalainen II |
| Pekka Kuusi (1917–1989)                       | SDP         | 26.3.1971 – 29.10.1971  | Karjalainen II |
| Alli Lahtinen (1926–1976)                     | amm.        | 29.10.1971 – 23.2.1972  | Aura II        |
| Osmo Kaipainen (1933–1985)                    | SDP         | 23.2.1972 – 4.9.1972    | Paasio II      |
| Seija Karkinen (s. 1936)                      | SDP         | 4.9.1972 – 13.6.1975    | Sorsa I        |
| Alli Lahtinen (1926–1976)                     | amm.        | 13.6.1975 – 30.11.1975  | Liinamaa       |
| Irma Toivanen (1922–2010)                     | LKP         | 30.11.1975 – 29.9.1976  | Miettunen II   |
| Irma Toivanen (1922–2010)                     | LKP         | 29.9.1976 – 15.5.1977   | Miettunen III  |
| Pirkko Työläjärvi (s. 1938)                   | SDP         | 15.5.1977 – 26.5.1979   | Sorsa II       |
| Sinikka Luja-Penttilä (s. 1924)               | SDP         | 26.5.1979 – 19.2.1982   | Koivisto II    |
| Jacob Söderman (s. 1938)                      | SDP         | 19.2.1982 – 30.6.1982   | Sorsa III      |
| Vappu Taipale (s. 1940)                       | SDP         | 1.7.1982 – 6.5.1983     | Sorsa III      |
| Eeva Kuuskoski (s. 1946)                      | Kesk.       | 6.5.1983 – 30.4.1987    | Sorsa IV       |
| Helena Pesola (s. 1947)                       | Kok.        | 30.4.1987 – 31.12.1989  | Holkeri        |
| Mauri Miettinen (s. 1941)                     | Kok.        | 1.1.1990 – 26.4.1991    | Holkeri        |
| Eeva Kuuskoski (s. 1946)                      | Kesk.       | 26.4.1991 – 24.4.1992   | Aho            |
| Jorma Huuhtanen (s. 1945)                     | Kesk.       | 24.4.1992 – 13.4.1995   | Aho            |
| Sinikka Mönkäre (s. 1947)                     | SDP         | 13.4.1995 – 15.4.1999   | Lipponen I     |
| Maija Perho (s. 1948)                         | Kok.        | 15.4.1999 – 17.4.2003   | Lipponen II    |
| Sinikka Mönkäre (s. 1947)                     | SDP         | 17.4.2003 – 24.6.2003   | Jäätteenmäki   |
| Sinikka Mönkäre (s. 1947)                     | SDP         | 24.6.2003 – 23.9.2005   | Vanhanen I     |
| Tuula Haatainen (s. 1960)                     | SDP         | 23.9.2005 – 19.4.2007   | Vanhanen I     |
| Liisa Hyssälä (s. 1948)                       | Kesk.       | 19.4.2007 – 24.5.2010   | Vanhanen II    |
| Juha Rehula (s. 1963)                         | Kesk.       | 24.5.2010 – 22.6.2010   | Vanhanen II    |
| Juha Rehula (s. 1963)                         | Kesk.       | 22.6.2010 – 22.6.2011   | Kiviniemi      |
| Paula Risikko (s. 1960)                       | Kok.        | 22.6.2011 – 24.6.2014   | Katainen       |
| Laura Räty (s. 1977)                          | Kok.        | 24.6.2014 – 29.5.2015   | Stubb          |
| Hanna Mäntylä (s. 1974)                       | PS          | 29.5.2015 – 25.8.2016   | Sipilä         |
| Pirkko Mattila (s. 1964)                      | PS          | 25.8.2016 – 13.6.2017   | Sipilä         |
| Pirkko Mattila (s. 1964)                      | Sin.        | 13.6.2017 – 6.6.2019    | Sipilä         |
| Aino-Kaisa Pekonen (s. 1979)                  | Vas.        | 6.6.2019 – 10.12.2019   | Rinne          |
| Aino-Kaisa Pekonen (s. 1979)                  | Vas.        | 10.12.2019 – 29.06.2021 | Marin          |
| Hanna Sarkkinen (s. 1988)                     | Vas.        | 29.06.2021 – 20.06.2023 | Marin          |
| Kaisa Juuso (s. 1960)                         | PS          | 20.06.2023 – en cours   | Orpo           |

## Second ministre
| Ministre                                           | Parti       | Période                 | Gouvernement   |
| -------------------------------------------------- | ----------- | ----------------------- | -------------- |
| Assistant du ministre des Affaires sociales        |             |                         |                |
| Miina Sillanpää (1866–1952)                        | SDP         | 13.12.1926 – 17.12.1927 | Tanner         |
| Juhani Leppälä (1880–1976)                         | ML          | 27.8.1929 – 4.7.1930    | Kallio III     |
| Oskari Reinikainen (1885–1969)                     | SDP         | 2.9.1938 – 1.7.1939     | Cajander III   |
| Vice-ministre des Affaires sociales                |             |                         |                |
| Yrjö Leino (1897–1961)                             | SKDL        | 17.11.1944 – 17.4.1945  | Paasikivi II   |
| Matti Janhunen (1902–1963)                         | SKDL        | 17.4.1945 – 26.3.1946   | Paasikivi II   |
| Lennart Heljas (1896–1972)                         | Kesk.       | 26.3.1946 – 26.5.1948   | Pekkala        |
| Onni Peltonen (1894–1969)                          | SDP         | 26.5.1948 – 29.7.1948   | Pekkala        |
| Tyyne Leivo-Larsson (1902–1977)                    | SDP         | 29.7.1948 – 17.3.1950   | Fagerholm I    |
| Emil Huunonen (1901–1959)                          | SDP         | 17.1.1951 – 20.9.1951   | Kekkonen II    |
| Lauri Murtomaa (1899–1955)                         | Kesk.       | 20.9.1951 – 9.7.1953    | Kekkonen III   |
| Vieno Simonen (1898–1994)                          | ML          | 9.7.1953 – 17.11.1953   | Kekkonen IV    |
| Irma Karvikko (1909–1994)                          | SK          | 17.11.1953 – 5.5.1954   | Tuomioja       |
| Vieno Simonen (1898–1994)                          | ML          | 5.5.1954 – 20.10.1954   | Törngren       |
| Tyyne Leivo-Larsson (1902–1977)                    | SDP         | 20.10.1954 – 3.3.1956   | Kekkonen V     |
| Tyyne Leivo-Larsson (1902–1977)                    | SDP         | 23.3.1956 – 17.5.1957   | Fagerholm II   |
| Tyyne Leivo-Larsson (1902–1977)                    | amm. (TPSL) | 2.5.1958 – 29.8.1958    | Kuuskoski      |
| Rafael Paasio (1903–1980)                          | SDP         | 29.8.1958 – 13.1.1959   | Fagerholm III  |
| Eeli Erkkilä (1909–1963)                           | ML          | 13.1.1959–14.7.1961     | Sukselainen II |
| Mauno Jussila (1898–1994)                          | ML          | 14.7.1961 – 13.4.1962   | Miettunen I    |
| Kyllikki Pohjala (1894–1979)                       | Kok.        | 13.4.1962 – 18.10.1963  | Karjalainen I  |
| Magnus Kull (1924–2016)                            | (amm.)      | 18.12.1963 – 12.9.1964  | Lehto          |
| Kaarle Sorkio (1910–1978)                          | (amm.)      | 12.9.1964 – 27.5.1966   | Virolainen     |
| Esa Timonen (1925–2015)                            | Kesk.       | 27.5.1966 – 31.8.1967   | Paasio I       |
| Toivo Saloranta (1913–2005)                        | Kesk.       | 8.9.1967 – 22.3.1968    | Paasio I       |
| Eemil Partanen (1906–1996)                         | Kesk.       | 2.4.1968 – 14.5.1970    | Koivisto I     |
| Vice-ministre des Affaires sociales et de la Santé |             |                         |                |
| Alli Lahtinen (1926–1976)                          | (amm.)      | 14.5.1970 – 15.7.1970   | Aura I         |
| Katri-Helena Eskelinen (1925–2014)                 | Kesk.       | 15.7.1970 – 29.10.1971  | Karjalainen II |
| Ahti Fredriksson (1923–1994)                       | SDP         | 23.2.1972 – 4.9.1972    | Paasio II      |
| Pentti Pekkarinen (1917–1975)                      | Kesk.       | 4.9.1972 – 20.1.1975    | Sorsa I        |
| Reino Karpola 1930–1995                            | Kesk.       | 7.2.1975 – 13.6.1975    | Sorsa I        |
| Grels Teir 1916–1999                               | amm. (RKP)  | 13.6.1975 – 30.11.1975  | Liinamaa       |
| Pirkko Työläjärvi (1938-)                          | SDP         | 30.11.1975 – 29.9.1976  | Miettunen II   |
| Orvokki Kangas (1921–2000)                         | Kesk.       | 29.9.1976 – 15.5.1977   | Miettunen III  |
| Olavi Martikainen (s. 1941)                        | Kesk.       | 15.5.1977 – 26.5.1979   | Sorsa II       |
| Katri-Helena Eskelinen (1925–2014)                 | Kesk.       | 26.5.1979 – 19.2.1982   | Koivisto II    |
| Marjatta Väänänen (1923–2020)                      | Kesk.       | 19.2.1982 – 6.5.1983    | Sorsa III      |
| Vappu Taipale (s. 1940)                            | SDP         | 6.5.1983 – 30.11.1984   | Sorsa IV       |
| Matti Puhakka (s. 1945)                            | SDP         | 1.12.1984 – 30.4.1987   | Sorsa IV       |
| Tarja Halonen (s. 1943)                            | SDP         | 30.4.1987 – 28.2.1990   | Holkeri        |
| Tuulikki Hämäläinen (s. 1940)                      | SDP         | 1.3.1990 – 26.4.1991    | Holkeri        |
| Terttu Huttu-Juntunen (s. 1951)                    | Vas.        | 13.4.1995 – 15.4.1999   | Lipponen I     |
| Ministre des Services de base                      |             |                         |                |
| Eva Biaudet (s. 1961)                              | RKP         | 15.4.1999 – 14.4.2000   | Lipponen II    |
| Osmo Soininvaara (s. 1951)                         | Vihr.       | 14.4.2000 – 19.4.2002   | Lipponen II    |
| Eva Biaudet (s. 1961)                              | RKP         | 19.4.2002 – 17.4.2003   | Lipponen II    |
| Liisa Hyssälä (s. 1948)                            | Kesk.       | 17.4.2003 – 24.6.2003   | Jäätteenmäki   |
| Liisa Hyssälä (s. 1948)                            | Kesk.       | 24.6.2003 – 19.4.2007   | Vanhanen I     |
| Paula Risikko (s. 1960)                            | Kok.        | 19.4.2007 – 22.6.2010   | Vanhanen II    |
| Paula Risikko (s. 1960)                            | Kok.        | 22.6.2010 – 22.6.2011   | Kiviniemi      |
| Maria Guzenina-Richardson (s. 1969)                | SDP         | 22.6.2011 – 24.5.2013   | Katainen       |
| Susanna Huovinen (s. 1972)                         | SDP         | 24.5.2013 – 24.6.2014   | Katainen       |
| Susanna Huovinen (s. 1972)                         | SDP         | 24.6.2014 – 29.5.2015   | Stubb          |
| Ministre de la Famille et des Services de base     |             |                         |                |
| Juha Rehula (s. 1963)                              | Kesk.       | 29.5.2015 – 10.7.2017   | Sipilä         |
| Annika Saarikko (s. 1983)                          | Kesk.       | 10.7.2017 – 6.6.2019    | Sipilä         |
| Krista Kiuru (s. 1974)                             | SDP         | 6.6.2019 – 10.12.2019   | Rinne          |
| Krista Kiuru (s. 1974)                             | SDP         | 10.12.2019 – 4.2.2022   | Marin          |
| Aki Lindén (s. 1952)                               | SDP         | 4.2.2022 – 6.10.2022    | Marin          |